# 31431 Cabibbo
31431 Cabibbo este un asteroid din centura principală de asteroizi.

## Descriere
31431 Cabibbo este un asteroid din centura principală de asteroizi. A fost descoperit pe 21 ianuarie 1999 la Observatorul San Vittore din Bologna. Asteroidul prezintă o orbită caracterizată de o semiaxă mare de 2,76 ua, o excentricitate de 0,27 și o înclinație de 9,9° în raport cu ecliptica.